# Ceratoglanis
Ceratoglanis ist eine Fischgattung aus der Familie der Echten Welse (Siluridae), die zwei in Südostasien vorkommende Arten umfasst.

## Merkmale
Die Fische werden 28 bis 44 cm lang und haben einen langgestreckten Körper ohne Rücken- und mit langgestreckter Afterflosse. Die Schnauze ist kurz, mit unterständigem Maul mit kurzer Maulspalte. Die Augen liegen hinter der hinteren Nasenöffnung. Die Barteln am Oberkiefer sind kurz und hakenförmig. Die Bauchflossen weisen acht oder mehr Strahlen auf.

## Systematik
Die Gattung umfasst zwei Arten:
- Ceratoglanis pachynema
- Ceratoglanis scleronema